# Wielka Dzwonnica w Kijowie
Wielka Dzwonnica – dzwonnica znajdująca się w Kijowie, wchodząca w skład kompleksu ławry Peczerskiej wpisanego na Listę Światowego Dziedzictwa UNESCO.

## Historia
Dzwonnica została zaprojektowana przez niemieckiego architekta Gottfrieda Johana Schädela. Jej budowę rozpoczęto w 1731 roku, a zakończono w 1745. Dzwonnica ma cztery kondygnacje i jest zwieńczona pozłacaną kopułą. Jej wysokość (łącznie ze znajdującym się na szczycie kopuły krzyżem) wynosi 96,5 metra. Dzwony zostały zainstalowane na trzeciej kondygnacji dzwonnicy, zaś na czwartej kondygnacji znajduje się zegar. Budynek został uszkodzony podczas II wojny światowej. Do połowy XX wieku był najwyższy w Kijowie.